# Shin Hyung-min
Shin Hyung-min (* 18. Juli 1986 in Südkorea) ist ein südkoreanischer Fußballspieler.

## Karriere

### Verein
Shin Hyung-min wurde an der Universität Hongik ausgebildet. 2008 begann er seine Profilaufbahn bei den Pohang Steelers und gewann dort im selben Jahr den südkoreanischen Pokal. In seinem zweiten Profijahr gewann Shin Hyung-min die AFC Champions League 2009. Bei der FIFA-Klub-Weltmeisterschaft 2009 belegte er mit Pohang den dritten Platz. Im Jahr 2012 verließ er den Klub und wechselte zum al-Jazira Club in die Vereinigten Arabischen Emirate. Nach zwei Spielzeiten kehrte er nach Südkorea zurück, wo er sich Jeonbuk Hyundai Motors anschloss. In den Jahren 2015 und 2016 musste er seinen Militärdienst ableisten und spielte in dieser Zeit für Ansan Mugunghwa FC. Mit seiner Mannschaft konnte er bisher insgesamt vier Meisterschaften gewinnen.

### Nationalmannschaft
Mit der U-20-Nationalmannschaft von Südkorea nahm Shin Hyung-min an der Junioren-Weltmeisterschaft 2005 teil.
Sein A-Nationalmannschaftsdebüt gab er für Südkorea gegen Finnland am 18. Januar 2010.